# Protesto de Espira

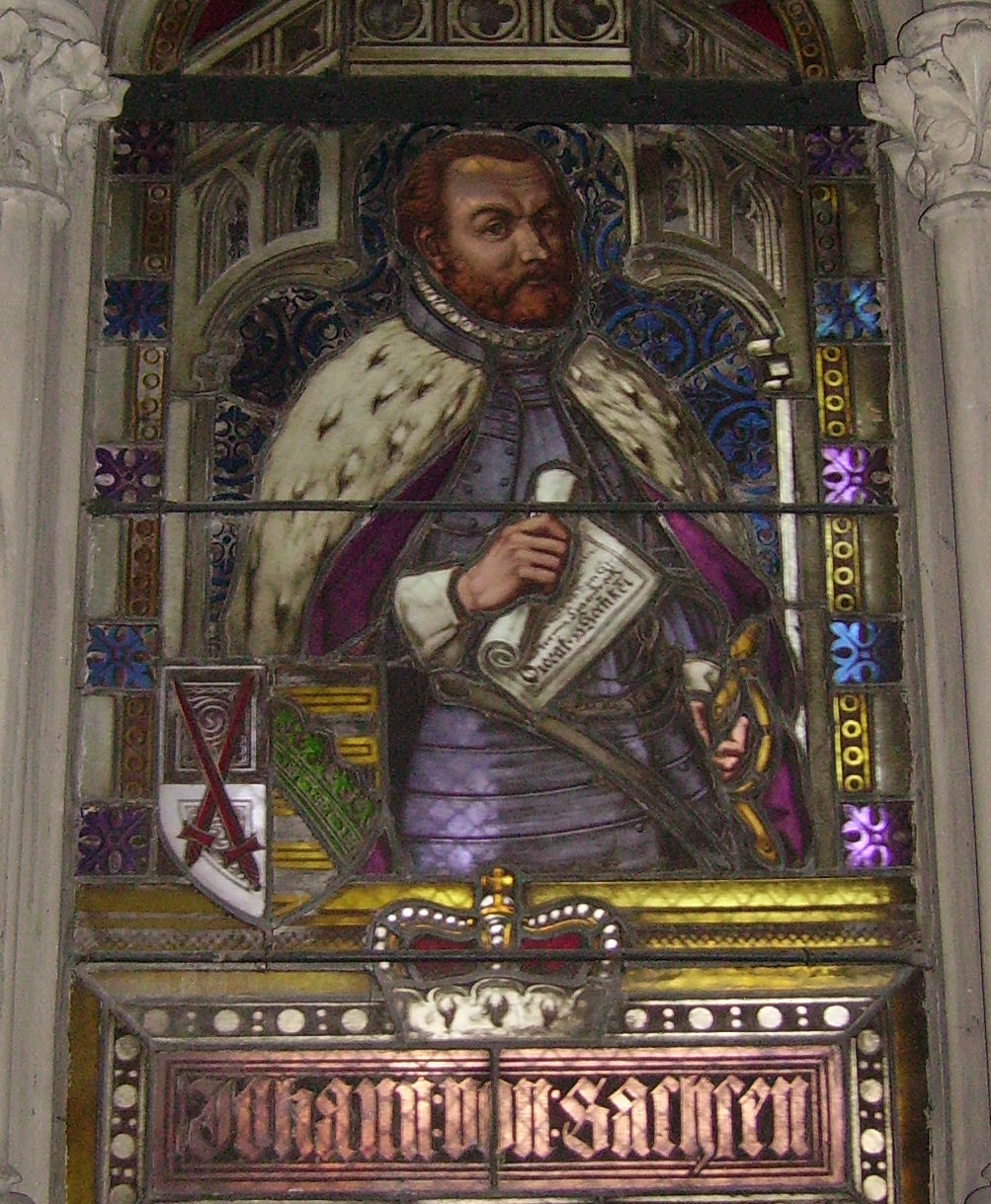
João de Saxônia, eleitor do Sacro Império Romano Germánico, um dos líderes do Protesto de Espira, por médio da qual seis príncipes e 14 Cidades Livres da Alemanha reclamaram a tolerância religiosa ao imperador Carlos V. Imagem de um dos vitrais da Igreja da Lembrança, em Espira.

O Protesto de Espira é o documento que seis príncipes e catorze cidades livres alemães do Sacro Império Romano Germânico apresentaram em 19 de abril de 1529 para protestar contra o Édito do Imperador Carlos V, que anulava a tolerância religiosa que tinha sido legalmente concedida aos principados alemães, com o fim de reprimir ao movimento de reforma da Igreja católica iniciado por Martinho Lutero em 1517. Este é considerado como um dos documentos mais importantes do protestantismo, do qual toma sua denominação.

## Antecedentes
Em 1517 o teólogo e monge católico agustino alemão Martin Lutero, da universidade de Wittenberg, capital do Ducado da Saxônia, publicou as 95 teses, questionando a prática das indulgências que realizava o Papa. Este histórico fato originou uma série de confrontações religiosas entre Lutero e o Vaticano, nas que se viram envolvidos vários principados e nobres alemães, bem como amplos setores populares que compartilhavam as propostas religiosas de Lutero.
Em 1521 o Papa Leão X excomungou Lutero e poucos meses depois o recém eleito imperador Carlos V (também Rei de Espanha) sancionou o Édito de Worms, o declarando prófugo e herege e proibindo suas obras em todo o Império. Mas, pese à ordem imperial, Lutero era protegido por Federico III da Saxônia e de outros nobres alemães, e a reforma religiosa começa a se estender, tanto territorialmente como em seus conteúdos, ao mesmo tempo que se radicaliza o confronto com o Papa. Enquanto, em 1522 aparece em Zurich e estende-se por Suíça uma nova corrente reformadora liderada pelo teólogo Ulrico Zuinglio, da qual se desprende a sua vez outra corrente ainda mais radical que levará o nome de anabatismo.
Entre 1524 e 1525 teólogos e predicadores luteranos e anabatistas desencadeiam a sangrenta Guerra dos camponeses alemães, duramente reprimida com o resultado de dezenas de milhares de mortos. A seu término, vários Estados católicos alemães formaram a Liga de Dessau para combater aos evangélicos.

## A Dieta de Espira de 1526
Para os então luteranos tinham-se estendido, enquanto que o Sacro Império Romano-Germânico via-se ameaçado pelo Império Otomano, dirigido por Solimão, o Magnífico, que tinha conquistado a Hungria e se preparava para atacar Áustria. O perigo exterior levou ao imperador Carlos V a procurar uma postergação do conflito religioso interno, e para isso convocou a uma reunião da Dieta Imperial (Reichstag), uma assembleia de nobres, laicos e religiosos que tinha funções legislativas. A Dieta reuniu-se em Espira em 1526 e resolveu, com o consenso do Rei Fernando I enviado por Carlos V, que "a cada Estado deverá viver, governar e crer como deseje e confie, respondendo ante Deus e sua Majestade Imperial". Tratava-se de um armistício religioso, durante o qual ficava suspenso o Édito de Worms, que proibia o luteranismo.
A decisão da Dieta de Espira de 1526 foi utilizada pelos príncipes luteranos para expandir ainda mais o novo movimento religioso. Imediatamente após a Dieta, o Landgraviato de Hesse e o Eleitorado da Saxônia formam a Liga de Torgau, e no ano seguinte o príncipe eleitor João da Saxônia estabelece oficialmente a Igreja Luterana e assume como primeiro bispo da mesma. Nos três anos seguintes, a maior parte do norte de Alemanha adotou as ideias de Lutero, com exceção do Margraviato de Brandeburgo, o Ducado albertino de Saxônia-Meissen e o ducado de Brunswick-Wolfenbüttel.

## A Dieta de Espira de 1529
Em 1529 Carlos V voltou a convocar à Dieta Imperial em Espira, desta vez com a intenção de deixar sem efeito a trégua de 1526 e restabelecer plenamente o Edicto de Worms para combater definitivamente ao luteranismo e obrigar aos príncipes a impor o catolicismo no Sacro Império Romano-Germânico.
Ao igual que em 1526, o Imperador Carlos V não pôde ir a Espira e enviou em sua representação a seu irmão o rei Fernando I. Também não assistiu Lutero, a quem Carlos V tinha considerado herege e posto fora da lei mediante o Édito de Worms, mas sim apresentaram-se vários de seus principais seguidores, em particular o teólogo Philipp Melanchthon, que participou como acompanhante de João da Saxônia.
Na abertura da Dieta, o 15 de março, Fernando anunciou a decisão do imperador de restabelecer plenamente o Édito de Worms, dizendo:
O 19 de abril, a maioria dos membros da Dieta aprovaram a decisão imperial de revogar a decisão de 1526. Aos luteranos disse-se-lhes que tinham que aceitar a decisão da maioria. Mas a decisão imperial significava encerrar a reforma luterana dentro dos limites da Saxônia, com o fim de preparar sua aniquilação. Nesse ponto, os príncipes luteranos abandonaram o salão para debater a posição a adotar. A ideia geral era que a Dieta de 1526 tinha estabelecido a tolerância religiosa e que devia ser mantida. "Em assuntos de consciência, a maioria não tem poder", foi o princípio no que se baseou a posição dos luteranos.
Ao voltar à Dieta, Fernando recusou escutá-los. Por essa razão, os príncipes escreveram um Protesto e leram-na. Fernando recusou a postura dos príncipes dissidentes e demandou que deviam "aceitar e obedecer a decisão".
Ao dia seguinte, os luteranos apresentaram a Carta de Protesto, na que sustentavam que a autoridade secular não podia impor sua autoridade em matéria de fé. O rei negou-se a receber a carta, mas a mesma foi impressa e difundida publicamente.

## O Protesto
Os seis "príncipes" que assinaram a Carta de Protesto foram:
- João da Saxônia, príncipe eleitor do Eleitorado da Saxônia;
- Felipe I de Hesse, o Magnânimo, conde de Hesse;
- Ernesto I de Brunswick-Luneburgo, duque de Luneburgo-Celle;
- Francisco de Brunswick-Luneburgo, duque de Gifhorn;
- Jorge de Brandeburgo-Ansbach, marquês de Brandeburgo-Ansbach;
- Wolfgang de Ascânia, príncipe de Anhalt-Köthen.

As 14 cidades imperiais livres que subscreveram o protesto foram:
1. Estrasburgo
2. Augsburgo
3. Ulm
4. Constanza
5. Lindau
6. Memmingen
7. Kempten
8. Nördlingen
9. Heilbronn
10. Reutlingen
11. Isny
12. San Gall
13. Weissenburg
14. Windsheim

O texto do histórico protesto começa dizendo:
A Dieta teve sua última reunião o 24 de abril, e a decisão oficial foi lida uma vez mais, sem nenhuma alusão ao protesto luterano. Em resposta, os príncipes e delegados de cidades luteranas reuniram-se no dia 25 e redigiram um Instrumento de Apelação, no que reiteraram suas objeções. Esta última é a que se considera a data e o texto do Protesto. Nesse mesmo dia, o Eleitorado da Saxônia, Hesse e as cidades de Estrasburgo, Ulm e Nuremberg comprometeram-se secretamente a selar um tratado defensivo em caso de serem atacados pelo imperador ou algum dos Estados católicos.

## Acontecimentos posteriores

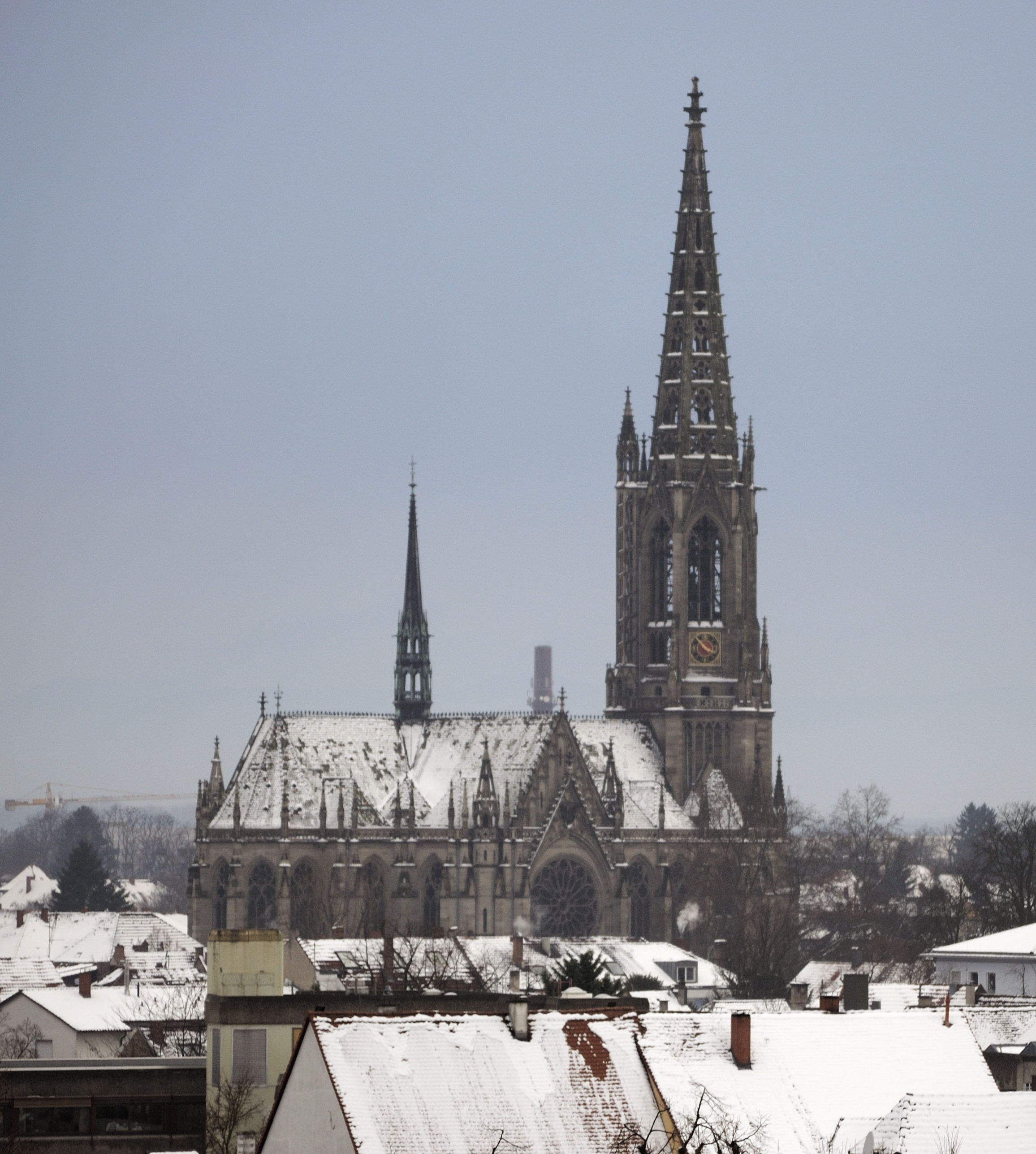
Igreja da Lembrança do Protesto, em Espira, construída entre 1893 e 1904

Depois do Protesto de Espira, Lutero e Zuinglio, líderes das duas grandes correntes reformistas com sede em Wittemberg e Zurich, respectivamente, encontraram-se em Marburgo em 1529, onde precisaram suas coincidências e diferenças (Disputa de Marburgo). Quase simultaneamente, o imperador convocou a uma nova Dieta em Augsburgo onde os luteranos apresentaram as importantes Confissões de Augsburgo, redigidas por Philipp Melanchthon, considerado um dos textos básicos do protestantismo e parte do Liber Concordiae luterano. Em 1531 os Estados luteranos formaram a Liga de Esmalcalda, que chegara a se enfrentar em duas guerras contra o imperador Carlos V, na Guerra de Esmalcalda (1546-1547), favorável ao império, e a Guerra dos Príncipes (1552-1555), favorável aos protestantes, que finalizou com a Paz de Augsburgo, que dividiu o Império em dois confissões cristãs (luterana e católica) e outorgou aos príncipes alemães a capacidade de eleger a confissão a ser praticada em seus Estados.
Enquanto isso, em 1529 tinha começado a separação política da Igreja da Inglaterra sob a liderança de Henrique VIII, separação que completar-se-ia em 1536 incorporando a Inglaterra ao movimento reformador. Na mesma década, o francês João Calvino instalou-se m Genebra e desde ali cria-las protestantes difundiram-se pela Escócia, Hungria e Sacro Império.
Ao longo do século XVI cresceu a divisão religiosa dos Estados do Sacro Império até que estourou a Guerra dos Trinta Anos (1618-1648), uma das mais sangrentas da história, na que se envolveu toda Europa e finalizou com a Paz de Westfalia, que marcou o nascimento da ordem internacional moderno baseado no Estado-nação. Os Estados alemães se fragmentaram em mais de 300 entidades autônomas e se reunificariam em 1871, com o Império Alemão.
Com a fundação do Império Alemão em 1871, tomou corpo o projeto de construir uma igreja em lembrança do Protesto de Espira. A construção da mesma começou em 1893 e finalizou em 1904.